# Battaglia del Belvedere
La battaglia del Belvedere è stata un'operazione militare condotta durante la seconda guerra mondiale dalle truppe alleate in Italia.
La storiografia francese la ricorda come una delle più brillanti imprese d'armi condotte dall'esercito francese durante la Campagna d'Italia, tale per cui contribuì a ripristinare la credibilità dell'esercito francese presso i comandi anglo-americani, e in particolare presso il comandante della 5ª Armata statunitense, Mark Clark.

## Storia

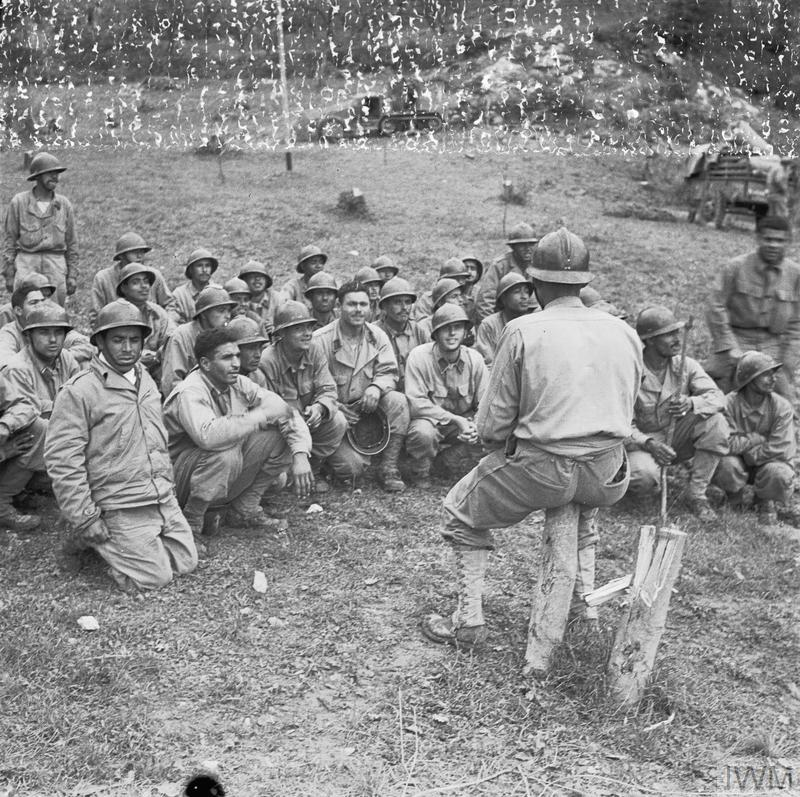
Truppe tunisine durante la battaglia nel 1944

Questa battaglia, il cui obbiettivo era la conquista dei colli Abate e Belvedere, fa parte della battaglia di Cassino.
Il generale statunitense Mark Wayne Clark ordinò al generale francese Alphonse Juin di attaccare e conquistare il massiccio del Belvedere per deviare parzialmente le forze tedesche dalla chiusa di Cassino. L'attacco al Belvedere fu quindi concepito da Clark come una manovra di deviazione: francesi, tunisini, algerini e marocchini, dovettero sfondare la linea Gustav, occupare le cime del Belvedere e del Casale Abate per costringere i tedeschi a chiudere la spaccatura. La linea Gustav fu sfondata dall'undicesima compagnia guidata dal tenente Raymond Jordy. Questa deviazione permise di promuovere l'offensiva americana su Cassino.
Gli americani iniziarono l'avvicinamento al Monte Belvedere con il 442° Regimental Combat Team..
Il 25 gennaio 1944, il quarto reggimento di fucilieri tunisini (composto da 2 000 uomini) attaccò il colle Belvedere, perdendo in azione circa due terzi degli effettivi.
L'11ª compagnia del tenente Raymond Jordy, del 3º battaglione, arrivò alla sommità del monte (681 m) e neutralizzò le casematte.